# Женская сборная Португалии по баскетболу 3×3
Женская сборная Португалии по баскетболу 3×3 представляет Португалию на международных соревнованиях по баскетболу 3×3. Управляющим органом является Федерация баскетбола Португалии (порт. Federação Portuguesa de Basquetebol).
По состоянию на 11 сентября 2024, женская сборная Португалии по баскетболу 3×3 занимает 30-е место в мировом рейтинге ФИБА женских сборных по баскетболу 3×3.

## Результаты выступлений
| Турнир                             | Золото | Серебро | Бронза | Всего |
| ---------------------------------- | ------ | ------- | ------ | ----- |
| Чемпионат Европы по баскетболу 3×3 | —      | —       | —      | —     |
| Средиземноморские игры             | 0      | 0       | 1      | 1     |
| Итого                              | 0      | 0       | 1      | 1     |

### Чемпионат Европы по баскетболу 3x3
| Год            | Место          | Игры           | Победы         | Поражения      | Состав команды                                                 |
| -------------- | -------------- | -------------- | -------------- | -------------- | -------------------------------------------------------------- |
| 2014—2021      | не участвовали | не участвовали | не участвовали | не участвовали | не участвовали                                                 |
| Грац 2022      | 9              | 2              | 0              | 2              | Emilia Ferreira, Laura Ferreira, Joana Soeiro, Márcia da Costa |
| Иерусалим 2023 | 4              | 5              | 2              | 3              | Emilia Ferreira, Laura Ferreira, Joana Soeiro, Márcia da Costa |
| 2024—н. в.     | не участвовали | не участвовали | не участвовали | не участвовали | не участвовали                                                 |

### Средиземноморские игры
| Год            | Место | Игры | Победы | Поражения | Состав команды                                                            |
| -------------- | ----- | ---- | ------ | --------- | ------------------------------------------------------------------------- |
| Таррагона 2018 | 3     | 6    | 3      | 3         | Ana Sofia Caldeira Rua, Emilia Ferreira, Josephine Filipe, Sofia Pinheiro |
| Оран 2022      | 5     | 5    | 3      | 2         | Mariana Barata, Raquel de Lima, Maria Maio, Alice Mota                    |